# Jessica Stevens
Jessica Stevens (5 de julio de 2000) es una deportista estadounidense que compite en gimnasia en la modalidad de trampolín.
Ganó cuatro medallas de plata en el Campeonato Mundial de Gimnasia en Trampolín entre los años 2021 y 2023, y dos medallas de oro en los Juegos Panamericanos de 2023.

## Palmarés internacional
| Campeonato Mundial   | Campeonato Mundial       | Campeonato Mundial | Campeonato Mundial |
| Año                  | Lugar                    | Medalla            | Prueba             |
| -------------------- | ------------------------ | ------------------ | ------------------ |
| 2021                 | Bakú (Azerbaiyán)        | Medalla de plata   | Equipo mixto       |
| 2022                 | Sofía (Bulgaria)         | Medalla de plata   | Equipo mixto       |
| 2023                 | Birmingham (Reino Unido) | Medalla de oro     | Equipo mixto       |
| 2023                 | Birmingham (Reino Unido) | Medalla de bronce  | Individual         |
| Juegos Panamericanos |                          |                    |                    |
| Año                  | Lugar                    | Medalla            | Prueba             |
| 2023                 | Santiago (Chile)         | Medalla de oro     | Individual         |
| 2023                 | Santiago (Chile)         | Medalla de oro     | Sincronizado       |